# Bunn (Carolina del Nord)
Bunn és una població dels Estats Units a l'estat de Carolina del Nord. Segons el cens del 2008 tenia 409 habitants.

## Demografia
Segons el cens del 2000, Bunn tenia 357 habitants, 162 habitatges i 84 famílies. La densitat de població era de 260,1 habitants per km².
Dels 162 habitatges en un 24,1% hi vivien nens de menys de 18 anys, en un 35,2% hi vivien parelles casades, en un 14,2% dones solteres, i en un 48,1% no eren unitats familiars. En el 43,8% dels habitatges hi vivien persones soles el 21,6% de les quals corresponia a persones de 65 anys o més que vivien soles. El nombre mitjà de persones vivint en cada habitatge era de 2,2 i el nombre mitjà de persones que vivien en cada família era de 3,17.
Per edats la població es repartia de la següent manera: un 26,1% tenia menys de 18 anys, un 8,1% entre 18 i 24, un 26,1% entre 25 i 44, un 24,6% de 45 a 60 i un 15,1% 65 anys o més.
L'edat mediana era de 40 anys. Per cada 100 dones de 18 o més anys hi havia 70,3 homes.
La renda mediana per habitatge era de 26.563 $ i la renda mediana per família de 45.804 $. Els homes tenien una renda mediana de 30.833 $ mentre que les dones 23.571 $. La renda per capita de la població era de 13.711 $. Entorn del 8,4% de les famílies i el 16,3% de la població estaven per davall del llindar de pobresa.

## Poblacions més properes
El següent diagrama mostra les poblacions més properes.